# 科勒尔盖布尔斯
科勒尔盖布尔斯是美国佛罗里达州迈阿密-戴德县的一座城市，也是南佛罗里达迈阿密都会区的一部分，距离迈阿密市中心约7英里（11公里）。这座城市以其高尚住宅区、地中海风格建筑以及众多著名历史地标而闻名。根据2020年美国人口普查数据，科勒尔盖布尔斯的总人口为49,248人。全市总面积为37.2平方英里（96平方公里），其中陆地面积为13.1平方英里（34平方公里），水域面积则占据了64.64%，达到24平方英里（62平方公里）。
作为一座精心规划的城市，科勒尔盖布尔斯的建设始于1920年代，由房地产开发商乔治·E·梅里克所构想。他在获得4,000英亩的土地后，计划打造一座具有浓厚地中海风格的社区。梅里克的愿景赋予了这座城市独特的美学风格，街道宽阔，绿树成荫，许多道路都以西班牙和意大利的城镇命名。典雅的地中海复兴式建筑点缀着精致的广场、公园和喷泉，使得整个城市充满了浓厚的欧洲风情。
科勒尔盖布尔斯是迈阿密大学的所在地。这所私立研究型大学的主校区占地240英亩（0.97平方公里），是这座城市的学术中心。到2021年，该大学雇佣了16,479名教职员工，不仅是科勒尔盖布尔斯最大的雇主，也是整个迈阿密-戴德县的第二大雇主，吸引了大量的学生、教授和研究人员在此生活和工作。
科勒尔盖布尔斯拥有众多著名的历史建筑和自然景观。最具代表性的地标之一是历史悠久的比尔特莫酒店，这座豪华酒店建于1926年，以其辉煌的建筑风格和丰富的历史而闻名。此外，奇迹一英里（Miracle Mile）上的精品店、咖啡馆和高端餐厅也是游客和当地居民的热门去处。此外，威尼斯人泳池（Venetian Pool）是一个由珊瑚石采石场改造而成的公共游泳池，而费尔柴尔德热带植物园（Fairchild Tropical Botanic Garden）则是一片占地83英亩的热带植物天堂，种植了丰富的热带植物和树木。

## 历史

### 美里克家族的到来
科勒尔盖布尔斯的起源可以追溯到19世纪末的美里克家族。所罗门·格里斯利·美里克（Solomon Greasley Merrick）是一名公理会牧师，他和妻子阿尔西亚·芬克（Althea Fink）原本生活在马萨诸塞州的德克斯布里。1899年，在他们的一对双胞胎女儿中的一个不幸去世后，他们决定前往温暖的南佛罗里达定居，开始新的生活。在没有亲自查看土地的情况下，美里克牧师用毕生积蓄以1,100美元购买了椰林以西一片160英亩的土地。他和13岁的儿子乔治·梅里克（George Merrick）最先抵达这片土地，但眼前的景象却让他们感到沮丧，这片土地几乎未被开发，只有零星的番石榴树和一间简陋的木屋，但他们很快投入土地开垦，为即将到来的美里克夫人和其他四个孩子——埃塞尔（Ethel）、阿尔梅达（Medie）、海伦（Helen）和查尔斯（Charles）——做好准备。后来，美里克家族在这里迎来了他们最小的孩子理查德（Richard），他成为唯一一个出生在科勒尔盖布尔斯的家庭成员。
在巴哈马工人的帮助下，美里克牧师和乔治努力清理土地，砍伐松树和棕榈植物，并种植葡萄柚、牛油果、番石榴、西红柿、茄子和秋葵等农作物。1906年，这片果园终于开始结果，美里克家族成功地将第一批葡萄柚运往北方市场。随着家庭经济状态改善，他们扩建了原来的木屋，新建的部分使用了当地开采的珊瑚石，这些石材后来也被用于著名的威尼斯人泳池。他们为这座新家取名为科勒尔盖布尔斯（Coral Gables），意思为珊瑚石建造之楼阁，而他们的果园则被称为科勒尔盖布尔斯种植园（Coral Gables Plantation）。
乔治·美里克于1907年进入佛罗里达州温特帕克的罗林斯学院就读，随后于1908年考入纽约法学院。然而，他的学业在1909年因父亲生病而被迫中断，他不得不返回家中接管家族事务。1911年，美里克牧师去世，年仅24岁的乔治接过了家庭生计的重担，同时也开始对土地开发产生了浓厚兴趣。

### 梦想中的园林城市
第一次世界大战结束后，美国迈向经济繁荣的咆哮的二十年代，迈阿密的房地产正在蓬勃发展。到了1920年，乔治·美里克成功地将家族的土地面积从最初的160英亩扩展到了1,600英亩。他曾参与迈阿密至少15个住宅区的推广与销售，积累了丰富的房地产经验，并累积了充足的资金。凭借土地、经验和财富，他开始筹划创建一座独一无二的园林城市。他组建了一支由建筑师、艺术家和工程师组成的专业团队，到1921年初，整个科勒尔盖布尔斯的城市规划图已在纸上绘制完成，并于同年开始销售第一批地皮。
然而，尽管美里克投入了50万美元的启动资金，但很快资金便告罄。他四处向银行寻求融资，但屡次遭到拒绝。幸运的是，在罗林斯学院时期的旧友杰克·鲍德温（Jack Baldwin）在迈阿密经营一家保险公司，美里克在一次意外重逢中与他相识。美里克成功说服鲍德温为他提供资金支持，用于建造100座住宅。鲍德温随后成为科勒尔盖布尔斯公司（Coral Gables Corporation）的副总裁兼财务主管，后来并成为该市的第一批市政委员之一。
1925年4月29日，科勒尔盖布尔斯正式建市。在此之前，建筑许可证的发放金额已超过2,500万美元，而全市的评估价值更是超过9,000万美元。由于开发的巨大成功，美里克甚至在同年收到了来自纽约投资公司的一份高达1,000万美元的收购提案。然而，他毅然拒绝了这笔交易，因为他的目标始终是打造一座奇迹般的城市，而他的梦想还远未实现。美里克的愿景不仅仅局限于房地产开发，他希望科勒尔盖布尔斯成为一座文化和艺术交融的城市。因此，在严格的城市规划和建筑法规下，这座城市呈现出浓郁的地中海风情，街道以西班牙和意大利城市命名，建筑风格融合了欧洲特色，处处可见拱门、红瓦屋顶和珊瑚石墙面。美里克还积极推动公共设施建设，包括学校、图书馆、公园和高级商业区，使得这座城市迅速成为迈阿密地区最具吸引力的高尚社区之一。
1926年，科勒尔盖布尔斯的城市建设达到了巅峰，城市面积扩展至10,000英亩（约4,000公顷），总销售额达到了1.5亿美元，其中超过1亿美元投入到了基础设施和房地产开发中。同年，比尔特莫酒店及其高尔夫球场正式落成，该酒店至今仍然是这座城市最具代表性的地标之一。到1926年10月，科勒尔盖布尔斯已经建成了超过4,000座建筑，总投资额超过1.5亿美元。这些建筑包括2,792座私人住宅和公寓、112座办公和商业建筑、11所学校、10座公共建筑、2座医院建筑、2座大学建筑以及6家酒店。此外，还铺设了100英里的街道和125英里的人行道。
乔治·美里克在城市规划方面展现了极高的远见和细致的布局。他将市中心商业区设计为仅四个街区宽，但纵深超过两英里（约3.2公里）。商业区的主干道，也就是今天著名的奇迹一英里大道（Miracle Mile），贯穿整个商业区，使得所有商铺都能在步行范围内到达。美里克曾自豪地宣称，在科勒尔盖布尔斯，每个商业场所之间的步行距离不会超过两个街区。除了商业区外，美里克还精心设计了多个兼具多元文化的高尚住宅区，即科勒尔盖布尔斯村（Coral Gables Villages），这些社区的建筑风格不仅限于西班牙风格，还融合了意大利、法国、荷兰、南非等多种欧洲及殖民地风格。与此同时，城市还建立了有轨电车系统以便居民出行，于1925年4月30日投入服务。

### 经济危机的冲击
与此同时，迈阿密大学也在1925年动工，规划占地240英亩（97公顷），位于1号美国国道以西，距离科勒尔盖布尔斯市中心约两英里。1926年秋季，大学迎来了首批372名学生。然而，刚刚落成的校园很快遭受了1926年迈阿密飓风的重创，摧毁了几乎所有新建的校园建筑。1926年的飓风不仅重创了迈阿密大学，也终结了1920年代佛罗里达地产热潮。在房地产热潮中，科勒尔盖布尔斯和迈阿密海滩都在寻找吸引人口的新机会。飓风的到来让投资者信心大减，房地产市场迅速萎缩。美里克虽然在1926年努力挽回局面，邀请各界人士前来参观城市的持续建设进展，但市场的衰退已成定局。
1928年美里克在健康问题频繁缺席市政委员会会议，最终被强制解除市政委员职务。他不仅失去了对城市事务的掌控，随后在经济衰退和大萧条的夹击下，个人财务状况也急剧恶化。随着房地产市场崩溃，美里克的财产遭到抵押和查封，他再也未能恢复往日的辉煌。1940年，他担任当地邮政局长，在这一职位上，他因亲民作风而深受欢迎。然而，这一切并未能弥补他在房地产事业上的失意。1942年，美里克去世时，他的全部遗产总值不足400美元。

### 二战期间的科勒尔盖布尔斯
第二次世界大战爆发后，南佛罗里达成为美国军事训练和医疗的重要基地，而科勒尔盖布尔斯许多现有基础设施亦迅速转变为军事用途。在诺曼底登陆前，美军在南佛罗里达进行了广泛的两栖作战训练，科勒尔盖布尔斯的威尼斯人泳池成为士兵学习游泳和水上求生技能的设施。科勒尔盖布尔斯大剧院（Coral Gables Coliseum）被改为安柏瑞德技术学校（Embry-Riddle Technical School）的航空维修培训基地，为军方培养航空维修人才，课程内容涵盖基础发动机、基本飞行指令和电力系统维修等。
1942年，美国战争部决定将比尔特莫酒店改造为军方医疗机构。同年11月，迈阿密-比尔特摩酒店及乡村俱乐部正式移交给美国政府，随后在1943年3月改建为美军医院，成为受伤士兵的重要疗养地。1946年，酒店更名为普拉特将军医院，并在1947年7月由退伍军人事务部接管，继续为退伍军人提供医疗服务。该医院一直运营至1968年，最终于1973年将其所有权移交给科勒尔盖布尔斯市政府。

### 战后科勒尔盖布尔斯的发展
1950年代，科勒尔盖布尔斯迎来了商业繁荣的黄金时期，其中最具代表性的成就便是奇迹一英里（Miracle Mile）的诞生。二战刚结束时，市政委员乔治·K·扎因（George K. Zain）与其妻子瑞贝尔·扎因（Rebyl Zain）提出了在科勒尔盖布尔斯建立一条繁华商业街的构想。他们选定了科勒尔大道（Coral Way）介于道格拉斯路（Douglas Road）和勒琼路（Le Jeune Road）之间的区域，并通过系统性的规划和改造，使这一地段逐步发展成为商业中心。1955年，科勒尔盖布尔斯市委员会正式通过决议，将这条街命名为奇迹一英里。随着时间的推移，奇迹大道吸引了越来越多的商户入驻，如今已有150多家地面商铺以及众多高层办公空间，成为该市最具标志性的商业区之一。
1960年代，科勒尔盖布尔斯市政府通过了一项新的高层建筑物条例，允许建造最高达13层的建筑。根据这一政策，第一座符合新标准的高层建筑——大卫·威廉公寓（David William Apartments）于1965年落成。随着建筑高度限制的逐步放宽，科勒尔盖布尔斯的高层建筑越来越多，吸引了大量美国、拉丁美洲及加勒比地区的企业和居民迁入，使得城市面貌焕然一新。
尽管城市不断发展，科勒尔盖布尔斯市政府一直高度重视历史遗产的保护。1973年，随着许多1920年代建造的历史建筑逐渐迈入50周年，该市通过了第一部历史建筑物保护条例。进入1980年代，市政府成立了历史保护委员会（Historic Preservation Board），负责评估和管理历史建筑。到了1990年代，历史保护部（Historic Preservation Department）正式成立，并在之后更名为历史资源与文化艺术部（Historical Resources & Cultural Arts Department）。该部门负责研究并认定重要的历史建筑，使其列入科勒尔盖布尔斯历史名录，并推动它们在国家史迹名录上获得认可。
1992年8月24日，五级飓风安德鲁袭击南佛罗里达，给科勒尔盖布尔斯及周边地区造成了严重破坏。飓风期间，位于科勒尔盖布尔斯的国家飓风中心测得持续风速高达115英里每小时（约185公里每小时），阵风更是达到了164英里每小时（约264公里每小时），屋顶风速计和气象雷达被强风吹翻，整个建筑遭到严重破坏。
1985年，科勒尔盖布尔斯被正式授予“美国树城”（Tree City USA）称号，表彰其在城市绿化和环境保护方面的卓越成就。2013年，该市在联合国主办的“全球最宜居城市”评选（LivCom Awards）中获得银奖，跻身全球前五大最宜居城市之列。

## 外交机构
几個国家在科勒尔盖布尔斯设有领事馆，包括巴巴多斯、哥伦比亚、危地马拉、意大利、墨西哥、巴拉圭、秘鲁、圣卢西亚、西班牙和乌拉圭。
此外，一些国家在科勒尔盖布尔斯设有名誉领事馆，包括澳大利亚、伯利兹、匈牙利、摩纳哥、挪威、葡萄牙、新加坡以及泰国。
台湾的外交代表机构——臺北經濟文化代表處位于科勒尔盖布尔斯庞塞德莱昂大道2333号。

## 友好城市
- 法国 普罗旺斯地区艾克斯
- 哥伦比亚 卡塔赫纳
- 西班牙 格拉纳达
- 厄瓜多尔 基多
- 意大利 比萨
- 西班牙 圣玛丽亚港
- 危地马拉 安地瓜